# Класификация на корабите
Класификация на корабите – разделение (класификация) на военните кораби (съдове) на класове, подкласове и типове (проекти) в зависимост от тяхното предназначение, водоизместимост, въоръжения и други тактико-технически данни.
Обща международна класификация на корабите не съществува. Във всяка отделна страна, имаща свои военноморски сили, е приета своя система за деление на корабите на класове.

## Класове, подкласове, типове и рангове на корабите
Класа кораби е съставен от кораби с еднакво бойно предназначение и основно въоръжение.
В подкласовете кораби влизат корабите от един общ клас, но отличаващи се един от друг по водоизместимост или специализация.
Типа (проекта) кораби е съставен от корабите на общ подклас, имащи еднакви тактико-технически характеристики, но отличаващи се от другите кораби в този подклас по корабната си архитектура, конструктивните детайли и техническото си оборудване.
В ред флотове (ВМФ на Русия и др.) корабите също се делят и на рангове.

## Класификация на корабите на ВМФ на САЩ
По съвременната класификация на ВМС на САЩ флота се дели на:
- бойни кораби от основните класове;
- бойни катери;
- десантни кораби и катери;
- минно-трални кораби;
- спомагателни съдове[3].